# Salza Irpina
Salza Irpina là một đô thị (comune) thuộc tỉnh Avenllino trong vùng Campania của Ý. Salza Irpina có diện tích 4 km2, dân số là 798 người (thời điểm ngày 1 tháng 5 năm 2009).